# 에리크 4세

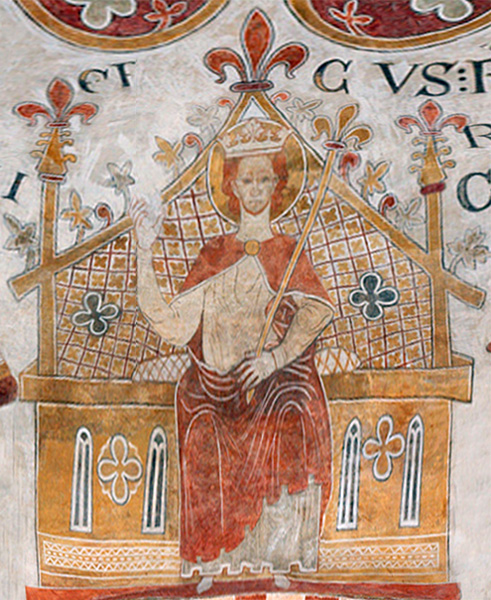
에리크 4세

에리크 4세(덴마크어: Erik IV, 1216년경 ~ 1250년 8월 10일)는 덴마크의 국왕(재위: 1232년 ~ 1250년)이다. 푼돈 농민왕 에리크(덴마크어: Erik Plovpenning 에리크 플로우페닝[*])라는 별칭으로 부르기도 한다.

## 생애
에스트리센가(Estridsen) 출신이다. 발데마르 2세 국왕과 그의 두 번째 아내인 포르투갈의 베렝가리아(Berengaria) 사이에서 태어났다. 1218년 그의 이복형인 발데마르(Valdemar)가 덴마크의 왕세자로 임명되면서 에리크는 슐레스비히 공작으로 임명되었다. 그렇지만 발데마르는 1231년에 사망하고 만다.
1232년 5월 30일 룬드 성당에서 즉위식을 거행하면서 에리크는 발데마르 2세와 함께 덴마크의 공동 군주가 되었으며 같은 해에 동생인 아벨(Abel)에게 슐레스비히 공작위를 넘겨줬다. 1239년 11월 17일에는 작센의 유타(Jutta)와 결혼했으며 슬하에 6명의 자녀를 두었다. 1241년 자신의 아버지인 발데마르 2세가 사망하면서 덴마크의 유일한 국왕이 되었다. 재위 기간 동안에 농민들에게 세금을 부과했기 때문에 "푼돈 농민왕"(Plovpenning)이라는 별칭이 붙었다.
그의 재위 기간은 형제들 간의 갈등, 농민들, 성직자들과의 분쟁이 지속된 시기였다. 1242년에는 자신의 동생인 슐레스비히의 아벨 공작과의 분쟁이 일어났지만 2년이 지난 1244년에 평화 조약을 체결하면서 화해했고 에스토니아 십자군 원정에서는 에리크와 아벨 형제가 함께 나서기도 했다.
1245년에는 로스킬레의 닐스 스티센(Niels Stigsen) 주교를 추방시키는 한편 주교가 소유하고 있던 셸란섬과 코펜하겐의 재산을 몰수했다. 교황 인노첸시오 4세는 덴마크의 에리크 4세 국왕에게 닐스 스티센 주교의 복권, 교구로의 귀환을 요구했지만 분쟁은 해결되지 않았다.
1246년에는 홀슈타인을 침공하면서 아벨과의 분쟁이 다시 일어났다. 슐레스비히의 아벨 공작은 에리크 4세 국왕에게 홀슈타인 침공을 중단할 것을 요구했다. 1247년 아벨은 홀슈타인 주민들과 함께 윌란반도, 퓐섬을 장악했고 북쪽에 위치한 라네르스, 오덴세에서 자행했다. 같은 해에 에리크 4세는 리베를 정복했고 아벨의 본거지였던 스벤보르(Svendborg)를 점령했다.
1249년에는 스코네에 거주하던 농민들이 농업세에 반대하는 반란을 일으키자 에리크 4세는 셸란섬에서 일어난 반란을 진압했다. 그렇지만 아벨 공작은 교회, 윌란반도 남부에 거주하던 독일 출신 백작들과 함께 에리크 4세 국왕에 대항하는 세력을 구축했다.
1250년 에스토니아 원정을 마치고 덴마크로 귀환하는 과정에서 홀슈타인에서 슐레스비히의 아벨 공작이 거주하던 고토르프(Gottorf) 성에 초대를 받고 가던 도중에 암살당했다. 그의 시신은 1257년 링스테드의 성 벤트(Bendt) 교회에 안치되었다.
| 전임 발데마르 2세 | 덴마크의 국왕 1232년 ~ 1250년 발데마르 2세와 공동 군주 (1232년 ~ 1241년) | 후임 아벨 |